# Papod és Miklád
Papod és Miklád este o arie protejată (arie specială de conservare — SAC, sit de importanță comunitară — SCI) din Ungaria întinsă pe o suprafață de 7.734,76 ha, integral pe uscat.

## Localizare
Centrul sitului Papod és Miklád este situat la coordonatele 47°10′27″N 17°51′48″E / 47.174167°N 17.863333°E.

## Înființare
Situl Papod és Miklád a fost declarat sit de importanță comunitară în mai 2004 pentru a proteja 3 specii de plante și 18 specii de animale. Situl a fost protejat și ca arie specială de conservare în februarie 2010.

## Biodiversitate
Situată în ecoregiunea panonică, aria protejată conține 14 habitate naturale: Păduri panonice-balcanice de stejar turcesc - stejar sesil, Pajiști stepice subpanonice, Pajiști panonice carstice (Stipo-Festucetalia pallentis), Grohotișuri medio-europene calcaroase, de la nivel colinar și montan, Pajiști cu Molinia pe soluri calcaroase, turboase sau argilos-nămoloase (Molinion caeruleae), Pante stâncoase calcaroase cu vegetație casmofită, Păduri pe pante, grohotișuri și ravene de Tilio-Acerion, Păduri panonice cu Quercus pubescens, Păduri de fag Asperulo-Fagetum, Păduri de fag din Europa Centrală dezvoltate pe sol calcaros cu Cephalanthero-Fagion, Pajiști uscate seminaturale și facies de acoperire cu tufișuri pe substraturi calcaroase (Festuco-Brometalia) (* situri importante pentru orhidee), Mlaștini alcaline, Păduri panonice cu Quercus petraea și Carpinus betulus, Fânețe montane.
La baza desemnării sitului se află mai multe specii protejate:
- plante (3): Dianthus plumarius subsp. regis-stephani, Mannia triandra, Serratula lycopifolia
- amfibieni (1): buhai de baltă cu burta roșie (Bombina bombina)
- mamifere (4): liliac cârn (Barbastella barbastellus), liliac cu urechi mari (Myotis bechsteinii), liliac comun (Myotis myotis), popândău (Spermophilus citellus)
- nevertebrate (13): croitorul mare al stejarului (Cerambyx cerdo), Cucujus cinnaberinus, fluturele de noapte (Eriogaster catax), fluturele auriu (Euphydryas aurinia), Euplagia quadripunctaria, Hypodryas maturna, Lignyoptera fumidaria, rădașcă (Lucanus cervus), fluturele purpuriu (Lycaena dispar), phengaris nausithous (Maculinea nausithous), Maculinea teleius, croitorul cenușiu al stejarului (Morimus funereus), Rosalia alpina

Pe lângă speciile protejate, pe teritoriul sitului au mai fost identificate 4 specii de plante, 1 specie de nevertebrate.